# FC 수르한
FK 수르한 테르메스(우즈베크어: Сурхан Термез)는 테르메스를 연고로 하는 우즈베키스탄의 축구단이다. 현재 우즈베키스탄 슈퍼리그에 참가하고 있다.